# 国鉄千葉動力車労働組合
国鉄千葉動力車労働組合（こくてつちばどうりょくしゃろうどうくみあい、略称：動労千葉（どうろうちば）・千葉動労（ちばどうろう）、
英語: National Railway Chiba Motive Power Union、略称：CMU）は、日本の労働組合である。旧・日本国有鉄道（国鉄）千葉鉄道管理局管内、現・東日本旅客鉄道（JR東日本）千葉支社、JR千葉鉄道サービス(CTS)などの労働者で組織する。中核派の強い影響下にあるとされる。

## 概要
- 本部：千葉県千葉市中央区要町2番8号 DC会館内
- 執行部：田中康宏（委員長）、川崎昌浩（書記長）
- 組織：13支部（内訳：JR東日本に9支部、日本貨物鉄道（JR貨物）に2支部、木原線を第三セクター鉄道に転換したいすみ鉄道に1支部、中央支部1支部）
- 機関誌：年刊『動労千葉』および『日刊動労千葉』

## 沿革
動労千葉の前身である動労千葉地方本部は、少なくとも1972年の2月以降、動労本部と行動することをしなくなっていった。その理由は、「70春闘勝利関東ブロック総決起集会」などにおける暴力行為があったとされる。
また、千葉地本による三里塚闘争へのかかわりや水本事件への取り組みも、動労本部と千葉地本との亀裂を深化させた。
三里塚闘争（成田空港問題）での新左翼による過激化に対し1979年（昭和54年）に国鉄動力車労働組合（動労）が「三里塚闘争との絶縁」を執行部として決定、これに対し動労千葉地本が反発して闘争継続を決定したため執行部側が地本側の権利停止という事態に至る。これに革マル派が少なからざる（どの程度？）影響力を持っていた動労執行部と中核派の影響下にあった千葉地本のセクト的対立や動労内部での派閥争いも絡み、ついに3月30日に動労は千葉地本執行部を除名・対する千葉地本側も動労から分離して独自の組合を結成した。勢力は、公称OBも含め約600人前後で、千葉県内では船橋市・勝浦市などで地方議員を輩出している。
国鉄分割民営化に対しては、国鉄労働組合（国労）同様に反対闘争を展開した。そのため、分割民営化時に国労とともに排除の対象とされた。現在では不採用組合員16人の復帰をめざし、動労千葉争議団を結成し、政治セクトの違いを超えて国労の争議団と共闘している。ただし、かつての四党合意は間違いだったとしており、この件については国労よりもさらに強硬な姿勢で臨んでいる（最近のJR東日本に対する国労の姿勢を「弱腰」と批判している）。
1985年（昭和60年）11月29日に中核派によって引き起こされた国電同時多発ゲリラ事件（この事件で首都圏の国電路線・マルスが麻痺しただけでなく、浅草橋駅が焼き討ちにあった）は、この動労千葉のストライキの日と同日であり、動労千葉は「自分達を支援するもの」という主旨の発表を行っている。動労本部の松崎明委員長（当時）は「ゲリラを誘発したストライキだ」と非難声明を出し、日本労働組合総評議会（総評）に対して、動労千葉を除名するよう求めた。このストライキと翌1986年（昭和61年）2月15日に打たれた第2波ストライキにより、公共企業体等労働関係法によって28人の組合員が解雇された。
1986年、『平凡パンチ』（マガジンハウス、廃刊）の「内田裕也のロックン・トーク」という連載記事で、内田裕也と当時委員長を務めていた中野洋の対談が掲載されたり、『週刊プレイボーイ』（集英社）では「千葉動労なぜ闘う!?」など、メディアでの取材がよく見られた。
1986年（昭和61年）11月30日、直前に結成されたばかりの動労水戸・動労連帯高崎とともに動労総連合を組織し、のちに動労西日本を加え、現在に至る。本部は動労千葉と同じ場所にある。

### 組合員数
2016年の労働組合基礎調査によると、動労総連合としての組合員数は339人で、その中の動労千葉の組合員数は296人である。
JR東日本の2024年3月期有価証券報告書によれば、「国鉄動力車労働組合総連合（動労総連合）」の名称で掲載されており、組合員数は5人。ただし、この数字には「エルダー社員」等の定年退職後の再雇用社員等は含まれておらず、グループ会社の千葉鉄道サービス（CTS）に雇用されている者・出向している者も含まれていない。
西日本旅客鉄道（JR西日本）の2024年3月期有価証券報告書によれば、「国鉄西日本動力車労働組合（動労西日本）」の名称で掲載されており、組合員数は1人。ただし、この数字には臨時従業員等は含まれていない。
JR貨物の2024年3月期有価証券報告書によれば、「国鉄動力車労働組合総連合（動労総連合）」の名称で掲載されており、組合員数は3人。
なお、JR東日本・JR西日本との間では労働協約が締結されていない。
各社の有価証券報告書による組合員数の推移は以下の通りである。

## 動労総連合傘下の労働組合
2015年（平成27年）以降、国労内組織対立の影響から、各地で中核派系労働者が国労を脱退し、地域労組を結成する動きが広がっている。
- 国鉄千葉動力車労働組合（動労千葉） - マスコミ、他労組は千葉動労、（革マル派、JR総連などは）千葉労と呼称
- 動労総連合水戸労働組合（動労総連合水戸）　動労水戸から分裂する形で2023年3月に結成された。
- 国鉄高崎動力車連帯労働組合（動労連帯高崎）
- 国鉄東京動力車労働組合（動労東京）
- 国鉄神奈川動力車労働組合（動労神奈川）
- 国鉄新潟動力車労働組合（動労総連合・新潟）
- 国鉄福島動力車労働組合（動労福島）
- 国鉄西日本動力車労働組合（動労西日本）
- 国鉄北陸動力車労働組合（動労総連合北陸）
- 国鉄九州動力車労働組合（動労総連合・九州）

※かつては国鉄水戸動力車労働組合（動労水戸）も傘下にあったが、活動方針の相違などから2022年に動労総連合から脱退している。

## 現状とJRの対応
JR東日本千葉支社管轄の各線では、動労千葉の争議行為に伴う間引き運転や運休（久留里線など）、列車の遅れがしばしば発生していた。本線運転士の春闘のストライキは2001年から2010年まで9年連続で行われ、地元ではもはや「春の風物詩」となっていた。一部では「花見スト」などと揶揄されるとともに、これらのストライキには房総各線の利用者からの嫌悪、反発も多かった。なおストを始めた中野洋が亡くなった翌年の2011年以降はこのような事態は起こっていない。
動労千葉では、JR東日本の進める検修部門の外注化に断固拒否の姿勢を堅持している他、子会社であるCTS会社の労働環境の改善要求や、運転士を駅の輸送担当に異動させる「ライフサイクル」の施策に激しく反発している。
習志野電車区が閉鎖され、配置車両は三鷹電車区（現・三鷹車両センター）へ転出、幕張車両センター配置のE217系が全車両とも鎌倉車両センターへ転出したのは、保守部門の効率化という一面もさることながら、動労千葉の「外注化拒否」に対するJR東日本の対抗姿勢の現れとも言われている。
動労千葉は、鎌倉車両センター移管後車両トラブルが頻発している理由を動労千葉のベテランを排除したためと主張している。なお、動労千葉は外注化に対してJR東労組が会社側と妥協したとして、批判している。
動労千葉は、E231系・E233系のような新系列車両が軽量車体であることやボルスタレス台車を採用していること（動労千葉はボルスタレス台車がレールの極端な磨耗や車両脱線事故の原因になり、結果としてJR福知山線脱線事故を招いたとして採用に反対している）、「成田エクスプレス」や総武快速線の高速運転に対し危険性を主張している。また、2013年3月16日に開始された久留里線のワンマン運転、2021年3月13日に開始された内房線および外房線のワンマン運転の中止を求めている。
1985年と1986年に行われたストライキによる解雇者については、1996年3月27日に千葉地方裁判所で日本国有鉄道清算事業団との間で和解が成立した。被解雇者は全員和解金（退職金）を受けて、処分日に依願退職したと同等の扱いとなり、職場復帰はなかったものの、一定の勝利解決を見ている。
2006年9月には、館山運転区廃止に関する廃止反対集会を開催し、来賓に市長や観光協会長を招いてともに運転区廃止反対の声を上げ、2007年3月には廃止反対のストライキも実施されたが、結局館山運転区は廃止され木更津運輸区に統合された。これにより館山支部は解散となった。
2010年以降は、検修部門外注化に反対する立場で、検修社員のストライキに戦術の重点を置いているため列車の運行に影響は出ていなかったが、2013年3月は久留里線のワンマン化に反対する列車のストライキを行った。「スト破り」へのけん制も盛んに行い木更津駅周辺での集会なども行ったが、会社側は代務でのやりくりで対応し、列車はダイヤ通りに運行された。また成田空港問題については、2017年現在も三里塚芝山連合空港反対同盟（北原派）と行動をしており、反対派が主催するデモ活動にも参加している。